# スーパーボンバーマン R
『スーパーボンバーマン R』（Super Bomberman R）は、コナミデジタルエンタテインメントより2017年3月3日に発売されたNintendo Switch用ゲームソフト。Switchのローンチタイトルでもある。2018年6月14日にPlayStation 4、Xbox One、Steam版が発売された。
アップデートに関して、本記事で「Ver.x.x」と記されているものは、特に記述の無い限りSwitch版のものである。

## 概要
ハドソン吸収後のコナミが初めて発売したコンシューマー向けボンバーマンシリーズ新作。また、もともとハドソンブランドであったタイトル（新作）をコナミがコンシューマー向けに発売したのも本作が初である。なお、コンシューマー向けシリーズタイトルは本作から7年前の『Bomberman LIVE: Battlefest』以来である。
本作の開発スタッフは「『いつでもどこでも誰とでも』遊べる」というSwitchの特徴との相性の良さが、ローンチタイトルにボンバーマンシリーズを選んだ一番の理由だと述べている。
本作は過去作との世界観上の繋がりはなく、設定やキャラクターを一新している。また、音楽に関しても意図的に過去シリーズの曲は一切使わない方針にしたと開発者によって述べられており、キャラクターデザインや作曲担当者もすべて新規となっている。開発スタッフに関しても、これまでのシリーズの開発に関与した人物はスペシャルサンクスを除き確認されていない。
当初は操作のレスポンス遅延が発生するなどの不具合も多く、発売後は公式から「Joy-Con横持ちや携帯モードの推奨」、及び「後日アップデートで対応」といった内容のアナウンスが行われるほどであった。なお、操作性については実際に矯正が行われたが、推奨コントローラーのアナウンスについては2021年現在も撤回されていない。
本作は発売から一年強の間において高い頻度でアップデートを繰り返しており、発売当初と現行のものではゲーム内容の方針が大きく異なる。例えば、バトルモードとは別の枠組みとして「チーム戦限定」や「前後半戦」などの固定された制限が加えられた対戦モード『グランプリ』の追加や、本作のメインキャラクターを上回る数のコナミキャラクターの追加、コナミのゲームをモチーフとした「グランプリ」ステージの追加なども行われた。その一方で、従来のボンバーマンシリーズの要素はほとんど追加されておらず、アップデートに伴って「ボンバーマンシリーズの新作」という当初の位置づけが少し形骸化している面もある。
本作のタイトルは「スーパーボンバーマン」の名前を冠しているが、ゲーム内容における『スーパーボンバーマン』シリーズとの関連性は殆どない。

## プロローグ
（参考：）
ある日、ヤミヤミ星系1番惑星ポイポイスターにバグラーが現れ、朽ち果てていた凶悪ボンバー五人衆を蘇らせた。
その頃ボンバー星では、ボンバーマン八兄弟の白ボンが他の兄弟7人をトレーニングに呼ぼうとするが、兄弟たちはみな好き勝手ばっかり。
そんな兄弟に白ボンがあきれていると突如通信が入り、バグラーが宇宙征服を宣言。ヤミヤミ星系の5大惑星を占領し、残りの惑星に対しても警告・降伏を迫る。
バグラーの野望を阻止するには凶悪ボンバー五人衆を倒すしかない。白ボンは兄弟たちを無理矢理宇宙船に詰め込み、宇宙を救うために出動するのだった。

## ストーリーモード
キャラクターを操作して、数々のステージをクリアしていく。ワールドが6つあり、一つのワールドにつき8つのステージと凶悪ボンバー五人衆とのバトル、ボス戦が待ち受けている（ワールド6は通常ステージと凶悪ボンバー五人衆とのバトルは存在せず、ボス戦2つで構成されている）。敵をすべて倒す、規定数カギを集める等ステージごとにクリア条件が用意されている。
難易度は3段階からワールド選択画面でのみ設定可能。難易度によってワールド決定時の残機、ザコ敵の動くスピード、ボスの攻撃が異なる。
敵に触れる、爆風に当たる等でミスとなり、残機が一つ減ってしまう。残機が0の状態でミスをすると「攻略失敗!」と表示される。この際、続きを遊ぶ（コンティニュー）には「ジェム」という、主に「ショップ」のモードで使用するゲーム内通貨が必要となる（Ver1.3より、コンティニューを繰り返した後は払う必要がなくなるようになっている）。なお、本作ではミスや「攻略失敗!」メッセージ表示時も取得したアイテムは継続されるほか、ステージの状況もすべてそのままとなっているため、コンティニュー時のジェム消費（先述）やクリア後の獲得ジェムや星の数（後述）への影響はあるものの、ミスに対する攻略上のデメリットはほとんど存在しない仕様となっている。
今作では一度ワールドを選ぶと途中でワールド選択画面に抜け出すことができないようになっており、最後まで攻略するか残機を一旦使い果たす必要がある。
ワールド6をクリアするまではワールド選択画面でワールドを選択することはできず、順番に攻略することになる。また、ワールド内でステージを自由に行き来することも不可能となっており、一度クリアしたワールドでも1から順番にステージを攻略することになる。
2人プレイも可能。残機は共有制で、残機が0でない限り2人プレイは自動で継続される。なお、ステージ中の乱入は不可能なので、次のステージまで待機するか一度セットアップ画面に戻る必要がある。また、同じキャラクターを選択することはできない。
本作では残機を増やす方法が存在しないため、ミスするごとに残機は減る一方となっている。また、ワールドクリア時の残機によりジェムや星の数が左右する（後述）ため、本作のそれは従来のシリーズ作品及び他のゲーム作品にみられる「残りチャレンジ数」という役割よりも、「何回ミスしたかを数える指標」としての役割が強くなっている。
一つのワールドを攻略したり、コンティニューできずに終了したりすると、持っている残機やアイテムはすべて消失する。前者の場合は、その時の残機、所持アイテム、コンティニューの有無によって貰えるジェムの数が決まる。また、その時に支給されるジェムに応じて1-3個の星を貰うことができる（星は難易度毎に管理される）。
Ver1.3よりオプションメニューで視点の変更が可能になり、正面・右側固定のアングルでもプレイできるようになった。また設定を手動にすると、L,Rボタンを押すことでプレイ中にいつでもアングルを変更できる。
Ver.2.0より、従来の6つのワールドをクリアすると出現する、ワールド7のボンバー星が追加された。凶悪ボンバー五人衆とのバトルはなく、9つのステージの後にボス戦となる。
舞台となるワールドは、次の通り。
- ワールド1 - マグマグスター
- ワールド2 - モリモリスター
- ワールド3 - キラキラスター
- ワールド4 - ララララスター
- ワールド5 - ポイポイスター
- ワールド6 - ブラックホール
- ワールド7 - ボンバー星（Ver.2.0より追加）

## バトルモード
爆弾で他のキャラクターを倒す対戦ゲーム。最大8人でのプレイが可能。みんなでバトル（一台の本体で対戦）、ちかくでバトル（最大4台の本体を接続してその場で対戦するSwitch専用モード）、ネットでバトル（インターネット回線を利用しての対戦）の3種類があるが、ここでは主にみんなでバトルについて説明する。
ルールはVer.1.4よりバトルロイヤルとチームバトルのいずれかを選択でき、バトルロイヤルは個人戦、チームバトルは最大7チームに分かれて対戦するものとなっている（Ver.1.4以前はチームバトルが存在せず、いわゆる個人戦のみとなっていた）。
バトルに最大で参加できる人数を、4人か8人のどちらかから設定することができる。4人の場合はシリーズで最も多く採用されている13×11のサイズのステージ、8人の場合はこれまでに『サターンボンバーマン』等で採用された17×11のサイズのステージでの対戦となる。
COMの強さ（3段階から選択、Ver.1.3より）、勝戦回数（1～5回）、タイム（1～9分）、プレッシャーブロック（落とすか落とさないかの選択のみ）、みそボン、シャッフル、ドクロの有無、キャラクターの特殊能力を許可するかの設定が可能。
全員がやられた場合や、時間切れになるとDRAW（引き分け）となり、従来シリーズと同じくその試合は無効試合となる。
残り時間が1分になると画面に「HURRY」の文字が表示され、4Pに近い位置からプレッシャーブロックが降る（設定が「あり」のとき）が、過去作とは異なり外側の壁の部分から降り始め、実質フィールドに降り出すのは残り時間40秒のときになる。プレッシャーブロックに潰されるとミスとなる。なお、今作ではプレッシャーブロックに爆弾が潰されても爆発しない。また、プレッシャーブロックに爆弾を蹴り入れると跳ねるが、アップデートにより、「従来仕様のステージ」（「バトルステージ」を参照）を始めとした一部ステージでは手前で止まるようになった。
みそボンをありにすると、先にやられたキャラクターでもHURRYと表示されるまで一つだけ爆弾を投げ入れることができ（Ver.1.3より、誘爆するように二個目を投げ入れられるようになった）、相手をやっつけることで復活が可能。ボタンによる加速はできない。また、今作ではみそボンドッジシステムを無効にできない。
バトルステージは8つ用意されており、それぞれ仕掛け等が異なる。また、ショップでジェムを用いてステージを追加購入することも可能。通常のものとはグラフィックの雰囲気が異なるスペシャルステージ（デフォルトの8つのみ）も存在する。
ストーリーモードとは異なり、同じキャラクターを選択することが可能。
Ver.1.4より、一定の条件を満たして優勝者が決まるとジェムが支給されるようになった。

## アップデートによる追加要素
本作は高頻度でアップデートデータが配信されており、それによる追加要素も多い。

### ショップの商品

#### アクセサリ
所謂「ボンボリ」の追加。通常の「いつもの」以外に購入して装着が可能（見た目が変わるのみで、特に効果は無い）。

#### キャラクター
使用できるキャラクターの追加。

#### バトルステージ
バトルモードで使用できるステージの追加。

### グランプリモード
Ver.2.0より、モードセレクト手前のタイトル画面に直接追加されたゲームモード。
1対1、2対2、3対3のいずれかの組み合わせで決められたルールの中戦う。1ラウンド3分で2ラウンド固定、ラウンド移行時にチームの開始位置はチェンジとなる。
ミスをしても一定時間で復活でき、アイテムも落とさないため、一度やられただけでは極端に戦況が変化することはない。
ルールはエスコート（ステージ内のバロムを集めて得点を競う）、チェックポイント（ステージ内のチェックポイントを占拠して得点を競う）、クリスタル（ステージにあるクリスタルを集めて得点を競う）、ベーシックボンバー（相手チームを倒して得点を競う）の4つから選ぶことができる。「クリスタル」ではミスをするとクリスタルを落とし、「ベーシックボンバー」では残機を1つ失う。
各キャラクター毎に初期アイテム、アイテムの上限が異なり、上限に達するとアイテムを獲得できなくなる（取って消すこともできない）。また、ボンバーマン八兄弟は特殊能力を持っていない代わりに「カセット」を接続することができ、ショップで購入したキャラクターのものに限り他のキャラクターの能力を付与することが可能。
1ラウンドの残り時間が1分30秒になると画面に「WARNING」と表示される。このとき、ソフトブロックが大量に落下し、潰されるとミスになる（「ブロックの雨」）。
ある条件を満たすと「パーフェクト」となり、ボーナス得点が入る。「パーフェクト」の条件は次の通り。
- ベーシックボンバー…相手チームの残機をすべて0にする。
- クリスタル… 1ラウンドの中で全てのクリスタルを回収（Ver.2.1より、それを15秒維持）する。
- チェックポイント…全てのエリアを占拠し、それを15秒維持する。
- エスコート…全てのバロムを自チームのものにし、それを15秒維持する。

「ベーシックボンバー」を除き、ステージは3つから選択でき、それぞれ形状・デザインが異なる。なお、ルールを「ベーシックボンバー」にした場合、シンプルスタイル固定となる。
なお、本モードではCOMの強さの設定はできない。

## 登場キャラクター
世界観のほか、今作では声優に関してもすべて一新されている。

### ボンバーマン八兄弟
本作の主人公たちである8体のボンバーマン。それぞれ外見、性格及び声が異なり、八兄弟が製造されたボンバー星は地球から離れた遠い宇宙にある。
これまでのボンバーマンと違い、キャラクターデザインや設定・性格がいずれも大幅に異なる。
PS4/XBOne/Steam版の予約特典として、ボンバーマン八兄弟に輝くエフェクトが追加された「ボンバーマンキラキラ8兄弟」が入手可能。後にSwitch版にて無料追加コンテンツとして配信された。
白ボン
声 - 河本啓佑
八兄弟の長男。正義感が強く真面目な性格だが自由奔放な兄弟たちに振り回されている兄弟達の突っ込み担当。他の弟妹達からは「白兄さん」と呼ばれ、黒ボンや赤ボンからは「白ボン兄貴」と呼ばれている。
正義の使命に燃えてはいるものの、弟たちはついて来ず、いつもやる気は空回りするがそれでもめげずに悪と立ち向かう。
デザイン面では、基本キャラクターの白ボンと比較して長身傾向であるのをはじめ、デザインの印象が大きく異なる（具体的な変更点は以下参照）。
- 輪郭線の太さのばらつきが強く、太い部分と細い部分が不規則に混在する。
- ボンボリの白いパーツが先細りとなり、先端部分が垂れ下がっている。
- 台形に近かった眉毛がなくなり、単なる線に近い表現となっている。また、目の形が下側を凹ませたようなものに変更されているほか、驚いた表情についても表現の方向性が異なる。
- 肘が極端に尖り、腰も折れ曲がったような風貌となっている。また、足首の太さも一様でなくなり、中央に近いほど細くなっている。さらに、手首や足首、胴体そのものが自由に伸縮するようになっており、アートワークによってもその長さが異なる。
- アートワーク全体のアングルに関わりなく、手足や体のパーツが手首・足首よりも常に前面に描かれるようになった。そのため、「背中側や、足の下から足首が伸びている」ような見た目となっているアートワークも存在する。
- 肌の色が黄色に近いカラーリングで常に固定化された。また、アニメ塗りのような陰影表現もなくなり、色数が減って一色ベタで統一されている。

なお、上記変更点は他のキャラクターにおいても一部共通しているため、以下の紹介記述では上記に当該する変更点は改めて記載しない。
基本的に一人称は「僕」だが、モリモリスターでは自分たちのことを「俺たち」と呼んだ。
黒ボン
声 - 武内駿輔
八兄弟の次男。ナルシストな性格で、クールな合理主義者を気取っているが、実際はたださぼる口実を考えている。一人称は「俺」。
セクシーボンバーの色仕掛けに動揺したり、真の力を開放して巨大化するバグラーに焦りを見せるなど小心な一面もあり、兄弟たちからは少々呆れたように見守られている。
2Dイラストのみ頭の先が尖っており、ベルトのバックルは星型。
ピンクボン
声 - 小松未可子
八兄弟の長女。どんな相手でもお構い無しに関わろうとするおせっかいで元気な女の子。一人称は「ワタシ」。白ボンや黒ボンは「兄さん」、プリティーボンバーは「プリティーお姉ちゃん」と呼ぶが、他の兄弟達はニックネームで呼んだり、自身を「お姉ちゃん」と呼ぶ。
デザイン面でも基本キャラクターのピンクボンとはまったく異なり、ボンボリとバックルはハート型で、バックルからはベルトの一部が垂れており、首元にセーラーカラーが付いている。
青ボン
声 - 大河元気
八兄弟の三男。事ある度に睡眠をとろうとするマイペースな性格で、一日のほとんどを寝て過ごすスローライフ主義者。一人称は「僕」。
どんな状況であっても何時間も寝られるのが特徴だが、気力がないだけで実はファントムボンバーに勝るとも劣らない頭脳の持ち主。
本作では、バトルモードにおいてデフォルトで3Pキャラクター（従来作品では主に赤ボンのプレイヤー番号）となっている。
目蓋を閉じていることが多いが、ベルトの色、バックルに関しては他キャラクターに比べ基本キャラクターに近い。
赤ボン
声 - 内田雄馬
八兄弟の四男。一人称は「俺」。他の兄弟よりも比較的白ボンを意識しており、熱血で正義のヒーローを目指すやる気はあるが、血の気と火の気が多すぎるほどの思考回路に難があり、なんでも爆破で解決しようとする好戦的で脳筋な部分がある。
本作では、バトルモードにおいてデフォルトで4Pキャラクター（従来作品では主に青ボンのプレイヤー番号）となっている。
手足とボンボリはピンク色、バックルは菱型。ベルトは灰色で、この点も基本キャラクターの赤ボンとは異なる。
黄ボン
声 - 米内佑希
八兄弟の五男。一人称は「おれ」。無邪気で純粋な性格のムードメーカー。
何を考えているのかが全く読めず、モリモリスターで突然いなくなった際は白ボンを唖然とさせた。
ユニークすぎて会話が成立せず、青ボンでないと通訳できない。
本作では、バトルモードにおいてデフォルトで5Pキャラクター（従来作品では緑ボンのプレイヤー番号）となっている。
基本キャラクターの黄色ボンとは異なり、手足とボンボリはピンク色で頭が丸くバックルは渦巻き型。
水ボン
声 - 高橋ミナミ
八兄弟の次女。一人称は「わたし」。普段は大人しく優しい性格で戦いを望まず、誰にでも丁寧語で話している。敵にも味方にも戦いをやめて欲しいと願っているが、弱気な性格が災いしてあまり強く言うことができない。しかし一度怒らせると穏やかな性格が一転して暴れだすため、他の兄弟達にとって脅威となっている。
デザイン面でも基本キャラクターの水色ボンとはまったく異なり、ボンボリにリボンを付けている。また、ボティ下部はスカート状で、バックルはピンクボンと同じくハート型。
緑ボン
声 - 村瀬歩
八兄弟の末っ子で兄弟達のマスコット。守ってあげたくなるような、お願いされれば嫌とは言えない仕草から兄弟たちからは可愛がられている。一人称は「ボク」。
腹黒い一面を持ち、時折黒い本性を見せることもあり、自分たちが助かるためとはいえ動こうとはしない青ボンに対して「欲しいものを白ボンに用意させる」という条件で働かせたこともある。
本作では、バトルモードにおいてデフォルトで6Pキャラクター（従来作品では黄ボンのプレイヤー番号）となっている。
基本キャラクターの緑ボンとは異なり、バックルは丸型、ベルトの色は赤茶色。頭の形と目の形はランドシリーズの白ボンに近い丸型だが、体型は異なる。

### 敵キャラクター
バグラー
声 - 中村浩太郎
宇宙制圧を企む悪の帝王。有機生命体とロボット生命体の両方の特徴を兼ね備えた存在とされており、自分自身を改造することで無限に強くなることが出来る。また、ポイポイスターに捨てられていた凶悪ボンバー五人衆を甦らせた張本人でもある。
これまでの世界観のプロフェッサーバグラーを比較して、どのような存在であるかの設定が全く異なっている。この他、髭と片眼鏡が付いていること以外は基本キャラクターのプロフェッサーバグラーと共通点はなく、額の「B」と書かれた赤いマークが無くなっているほか、四肢が機械化されている。また、肌の色が違うものに変更されていたり、顔の幅を覆うように口が描かれているといった差異が見受けられる。

#### 凶悪ボンバー五人衆
いずれのキャラクターも元々人々の役に立つために作られた存在であったが、後にスクラップとしてポイポイスターに捨てられてしまう。そして彼らの人間に対する恨みをバグラーに利用され、記憶を封じられた上で洗脳され“凶悪ボンバー五人衆”として甦った。バグラーとの最終決戦で正気を取り戻し、ボンバーマン八兄弟に力を貸した。なお、「凶悪ボンバー5人衆」とは表記されない。
ストーリーモードをクリアするとショップに並ぶようになり、購入するとプレイアブルキャラクターとしてストーリーモードやバトルモードでも使用可能となる。
マグネットボンバー
声 - 柳原哲也（アメリカザリガニ）
五人衆の一員であるいたずら坊主。強力な磁力を発生させて物を引きつけることができ、その力で混乱した人々を眺めるのを好む。
磁極を表した手袋と靴を付けている。五人衆の中でも小柄なため、それをバカにされることにコンプレックスを抱えている。赤ボンと何かと衝突することが多く、水ボンを怒らせた時はともに吹き飛ばされたり、エンディングでもゲームで張り合ったりしていた。
ボス戦では「アイアンガウス」というメカに搭乗する。
特殊能力のマグネットボムは『スーパーボンバーマン2』のマグネットボムと同様に近くに来たボンバーマンに磁力で引き寄せられる性質を持つが、移動する速度は遅く、列が変わった途端に引き寄せる性質がなくなる。
これまでの世界観におけるマグネットボンバーとは異なり、身長が低く設定されている。また、デザイン面には手や額飾りの形など、多く変更点がみられる。
ゴーレムボンバー
声 - 平井善之（アメリカザリガニ）
五人衆の一員の中ではマグネットボンバーとは正反対で一番の巨体。生半可な攻撃ではビクともしない頑丈なパワードスーツに搭乗している。無口で物静かな性格。黄ボンと親しくなり戦闘後、また遊ぶことを約束し、エンディングではその約束を果たした様子。
これまでの世界観におけるゴーレムボンバーに見られた額飾りが無く、肩に草が生えている等、デザイン面には大きな変更がみられる。本作における設定では、ストーリーモードでは大きな体になっているものの本来の姿はボンバーマン達と同じサイズ（プレイアブルキャラとして操作する際は常時その姿となる）とされており、本作に参加した声優にはこのことを知らされていなかった模様。また目つきも異なり、『スーパーボンバーマン4』等で登場した「ハンマーボンバー」に近い丸い目が採用された。
ボス戦では「セブンスランク」というメカに搭乗する。
特殊能力のゴーレムボムは重い爆弾で、投げてボンバーマンを押し潰す事が出来る他、ゴーレムボンバー以外はボムキック・パンチで動かすことができないため簡単かつ完全に敵や相手を閉じ込められる。
ファントムボンバー
声 - 郷田ほづみ
五人衆の黒幕であるバグラーをも超える頭脳を持ったブレインで自身も策士と称するほど絶対の自信を持っている。自分の話をロクに聞かないマイペースな青ボンに憤ったり、自分を超える彼の頭脳に驚くなどマグネットボンバー同様コミカルな一面が多い。エンディングでは学者として活動している。
カラーリングやマントなど、これまでの世界観における「ブレインボンバー」を思わせる特徴を持っているが、額飾りが無い等相違点も多い。
ボス戦では「ミスティック・エコー」というメカに搭乗する。
特殊能力のファントムボムは爆発しない偽物の爆弾で、一定時間経過およびボンバーマンが近寄ると消滅するため、他の特殊ボムに比べて攻撃にはあまり向かない。なお、バトルモードのCOMはファントムボムを通常のボムと同様に扱い、同一線上に並ぼうとしない。
セクシーボンバー
声 - 原田ひとみ
五人衆の色気で相手を悩殺する事が得意な女王的存在を持つ紅一点。壊滅的な音痴だが本人は得意なつもりでいる。
チャイナドレスを着用した女の子のボンバーマンで、額飾りのハートがひび割れ、片目にノイズが走っている。
ボス戦では「エレガントドリーム」というメカに搭乗する（他4体と流れるBGMが異なる）。
正体はピンクボンや水ボンらが製造される以前に造られたボンバーマン「プリティーボンバー」。白ボンたちは本来は9人兄弟であり、ピンクボンが次女、水ボンが三女のはずだが、水ボンが製造される以前に事故で行方不明となっていた。過去にピンクボンからもらったペンダントを今でも持っている。後にバグラーとの最終決戦で本来の人格と姿を取り戻した。
エンディングではプリティーボンバーはピンクボンと共にアイドルとして活動している。ビギナー、ノーマル、エキスパートのいずれかでストーリーモードの全ワールドの評価を最高にするとプリティーボンバーがショップに売り出されるが、セクシーボンバーを含めた五人衆よりも解禁するための値段が割高になっている。
本来の姿での性格はストーリーモードでは「遊園地が好きでピンクボンと仲が良いこと」しか語られていないが、バトルモードを見る限りでは自分を可愛いと思っている節があり、ぶりっ子のように振る舞っている。
プリティーボンバーに関しては、これまでの世界観における彼女とは違い、目が簡略化され、スカーフが消失している。また、ベルト等も異なる。
日本国外版では「Karaoke Bomber」という名前になっているが、勿論『スーパーボンバーマン ぱにっくボンバーW』の「カラオケボンバー」との関連性はない。
セクシーボンバー及びプリティーボンバーの特殊能力のセクシーボムは、敵や特殊能力の異なるキャラクターが近寄るとすぐに爆発する性質をもつ。
プラズマボンバー
声 - 上村祐翔
五人衆のリーダーで冷静沈着な人物。卑劣な手段は使わず、特に白ボンとは正々堂々とした戦いを好むと公式的には設定されているが、実際には戦いに負けた後隙を見せた白ボンに不意打ちするような場面も存在する。
当初は自分達を捨てた有機生命体に復讐を誓っていた。だが、白ボンに止めを刺そうとした瞬間に技師の子供を声を聞き、かつての記憶を取り戻した。エンディングでは再び人々のために活動するようになる。
スカーフや目のデザイン等がこれまでの世界観におけるプラズマボンバーと比べて特に異なり、キャラクターデザインの印象が大きく異なる。
ボス戦では「グインビー・ジャッジメント」というメカに搭乗する。なお、このボスのモデルとなった「グインビー」はもともと『ツインビー』シリーズのキャラクターであり本来『ボンバーマン』シリーズとの関連性はないが、開発スタッフの嗜好により登場が決定した。
特殊能力のプラズマボムはボタンを押している時間に応じて爆発までの時間を調整できる。通常のボムとは異なり、ボタンを離すことで設置する。

### 配信キャラクター
配信キャラクターは他のゲームシリーズのキャラクター（コナミのものが中心）のデザインを変形させて「ボンバーマン」として扱ったものが大半であり、従来のシリーズ作品と接点のあるものはほとんどない。
他のキャラクターとの相違点としては一部キャラクターの声にボイスエフェクトが掛かっており、ショップで購入するとプレイアブルキャラクターとして使用可能になる。また、公式サイトではすべてのキャラクターに細かく設定や世界観付けがなされている（本稿ではその内容も扱う）ものの、ゲーム本編にはほとんど反映されていない。
ビックバイパーボンバー
Ver.1.4より追加。グラディウス星出身の超時空戦闘ボンバーマン。
グラディウス宇宙空軍のエースとして日夜バクテリアン軍と戦っているが、今回はボンバー星の危機を知りグラディウス星からボンバー星へと駆けつけた。
モチーフはコナミのゲームシリーズ「グラディウスシリーズ」に登場する超時空戦闘機「ビックバイパー」。
特殊能力の「スピードアップ」は壁にぶつかるまで一直線にダッシュ出来る他、ダッシュ中にボムを設置する事も出来る。
シモンベルモンドボンバー
Ver.1.4より追加。ドラキュラ星出身のヴァンパイアハンター。
聖なる鞭「ヴァンパイアキラー」を受け継ぐベルモンド一族の一人で、宿敵ドラキュラボンバーを滅ぼすために悪魔城の怪物と戦い続けている。
モチーフはコナミのゲーム作品『悪魔城ドラキュラ』の主人公「シモン・ベルモンド」。
特殊能力の「ヴァンパイアキラー」は近距離のキャラクターやボムを鞭で引き寄せる事が出来る。
ピラミッドヘッドボンバー
Ver.1.4より追加。サイレントヒル星の廃墟を徘徊する謎のボンバーマン。
不死身の肉体と凄まじい怪力を持ち、身の丈程もある大鉈を引きずりながら現れる。
モチーフはコナミのゲーム作品『サイレントヒル2』のボスキャラクター「レッドピラミッドシング」。
特殊能力の「裁き（Ver.2.0までの名称は「処刑」）」は一時的に移動速度が下がる代わりに能力発動中に接触した相手を一撃で倒す事が出来る（ただし相手がピラミッドヘッドボンバーかアービターボンバーだった場合、一撃で倒す能力が無効化される）。
ジェフティボンバー
Ver.2.0より追加。木星衛星軌道上コロニー生まれ、アヌビス星育ちのオービタルフレームボンバーマン。
機械的な性格だが、フレームランナーのレオとディンゴの出会いを通じて少し人間的になった。
モチーフはコナミのゲームシリーズ「ZONE OF THE ENDERS」の「ジェフティ」。
特殊能力の「ゼロシフトα」は前方8マスの一番近くにいる相手の場所にワープできる。
アヌビスボンバー
Ver.2.0より追加。木星コロニー生まれ、アヌビス星育ちのオービタルフレームボンバーマン。
ジェフティボンバーの兄弟機で、従来の機体とは比べ物にならない程の性能を有している。
モチーフはコナミのゲームシリーズ「ZONE OF THE ENDERS」の「アヌビス」。
特殊能力の「ゼロシフトβ」は前方8マスの一番近くにいる相手と場所を入れ替える事が出来る。
ドラキュラボンバー
Ver.2.0より追加。闇の軍勢を率いてドラキュラ星の悪魔城に君臨する魔王ボンバーマン。
シモンベルモンドボンバーらベルモンド一族とは世代を超えた宿敵で、たとえ倒されても完全に滅びることは無く、悪魔城とともに復活する。
モチーフはコナミのゲーム作品『悪魔城ドラキュラ』の「ドラキュラ伯爵」。
特殊能力の「魔の呪印」は見えない魔法陣を設置して、魔法陣に乗ったボムを弾き飛ばす事が出来る（最大4個まで設置可能）。
日ノ本零子ボンバー
Ver.2.0より追加。ランブルローズ星出身のボンバーマン女子レスラー。
伝説の女子レスラー「カミカゼローズボンバー」の娘で、母のような偉大なレスラーを目指してリングに立つ。
モチーフはコナミのゲームシリーズ「ランブルローズ」の「日ノ本零子」。
特殊能力の「ガッツシールド」は周囲にシールドを展開して、シールド外からの爆撃や敵の侵入を防ぐ事が出来る。
オプションボンバー・甲 / オプションボンバー・乙
声 - サウンドエフェクト
Ver.2.0より追加。ビックバイパーボンバーをサポートする為にグラディウス星で開発されたボンバーマン型追加兵装。
自我は希薄で融通が利かないが、その分命令には忠実。
モチーフはコナミのゲームシリーズ「グラディウスシリーズ」の「オプション」。
特殊能力の「トレース」は接触したキャラクターの性能と特殊能力をコピーする事が出来る。
藤崎詩織ボンバー
Ver.2.0より追加。ときメモ星のきらめき学園に通う女子高生ボンバーマン。
容姿端麗・頭脳明晰・品行方正・スポーツ万能で、趣味はヘアバンド集めとクラシック鑑賞。
モチーフはコナミのゲーム作品『ときめきメモリアル』の「藤崎詩織」。
特殊能力の「ときめきフィールド」は相手を一時的に行動不能にするエリアを周囲に展開する。
トマト姫ボンバー
Ver.2.0より追加。サラダの星にあるオニオン王国の統治者「オニオン王」の娘。
クーデターを起こしたカボチャ大王に捕えられ城に幽閉されていたが、キュウリ戦士の活躍によって無事救出された。
モチーフはハドソンのゲーム作品『サラダの国のトマト姫』の「トマト姫」。
特殊能力の「プリンセスライト」は触れたキャラクターを一定時間一ダメージ分防ぐ「爆風耐性」を付与する効果がある。
バブルヘッドナースボンバー
Ver.2.0より追加。サイレントヒル星の病院に現れる謎のボンバーマン。
同種の仲間が多数存在し、ピラミッドヘッドボンバーに狩られる姿が度々目撃されている。
モチーフはコナミのゲームシリーズ「サイレントヒルシリーズ」の「バブルヘッドナース」。
特殊能力の「呪われた身」はドクロの状態異常を自分に付与する事が出来る（どの状態異常を発症するかは使用するまで分からない）。
ゴエモンボンバー
Ver.2.0より追加。ゴエモン星で活躍する天下無双の義賊ボンバーマン。
曲がったことは大嫌いな性格で、「相手にするのは平和を乱す悪党だけ」と決めている。
モチーフはコナミのゲームシリーズ「がんばれゴエモンシリーズ」の「ゴエモン」。
特殊能力の「大江戸一直線」は過去作のラインボムに近く、持っているボムを置けるだけ一直線に置く事が出来る（手前から一つずつ置かれる仕様であるため、ラインボムとは挙動が異なる）。
ソリッド・スネークボンバー
声 - 日：大塚明夫/英：デヴィッド・ヘイター
Ver.2.1より追加。メタルギア星で活動する、伝説の傭兵ボンバーマン。
「不可能を可能にする男」と呼ばれ、単独での潜入任務を得意とする。
モチーフはコナミのゲームシリーズ「メタルギアシリーズ」の「ソリッド・スネーク」。
特殊能力の「スニーキング」は一定時間自分の姿が見えなくなる。
なお、『Rオンライン』ではMGS4仕様の「オールド・スネークボンバー」として登場する。
ネイキッド・スネークボンバー
声 - 日：大塚明夫/英：デヴィッド・ヘイター
Ver.2.1より追加。メタルギア星の兵士ボンバーマン。
サバイバル技術に長けており、ヘビやネズミなど大抵の物は食べられる。
モチーフはコナミのゲーム作品『メタルギアソリッド3』の「ネイキッド・スネーク」。
特殊能力の「スニーキング」はソリッド・スネークボンバーのスニーキングと同じ効果。
雷電ボンバー
Ver.2.1より追加。メタルギア星のサイボーグボンバーマン。
壁を走ったり巨大な無人兵器を切り刻むなど、超人的な身体能力を持つ。
モチーフはコナミのゲームシリーズ「メタルギアシリーズ」の「雷電」。
特殊能力の「ニンジャラン」は一時的にボムの設置とパンチができなくなる代わりに前方2マスに移動しながら攻撃できる状態になり、能力発動中に攻撃した相手を4マス後退させる事が出来る（相手が後退した時にブロック・壁・ボムに当たると気絶状態になる）。
ビルボンバー
Ver.2.1より追加。コントラ星海兵隊の特殊部隊員。
重火器全般の扱いに長けるが、最大の武器は鍛え上げられた肉体そのもの。
モチーフはコナミのゲームシリーズ「魂斗羅シリーズ」の「ビル・ライザー」。
特殊能力の「魂斗羅ショット」は直線4マス範囲内にあるボムを爆発させずに消したり、相手を一瞬麻痺させることができる。
ランスボンバー
Ver.2.1より追加。コントラ星海兵隊の特殊部隊員。
諜報員としての能力も一流で、単身敵地に乗り込み重要な情報を持ち帰ることも多い。
モチーフはコナミのゲームシリーズ「魂斗羅シリーズ」の「ランス・ビーン」。
特殊能力の「魂斗羅バースト」は直線8マス範囲内にあるボムを爆発させたり、相手を一瞬麻痺させることができる。
ビックバイパー零ボンバー
Ver.2.1より追加。アヌビス星の新型LEVボンバーマン。
ジェフティボンバーとはライバルにして戦友。メタトロン技術の導入により、それまでのLEVとは一線を画する性能を持つ。
モチーフはコナミのゲームシリーズ「ZONE OF THE ENDERS」の「ビックバイパー」。
特殊能力の「スピードアップ」はビックバイパーボンバーのスピードアップと同じ効果。
片桐彩子ボンバー
Ver.2.1より追加。ときメモ星のきらめき学園に通う、女子高生ボンバーマン。
絵画と音楽を愛する芸術肌で、好き嫌いをハッキリ口に出すオープンな性格。
モチーフはコナミのゲーム作品『ときめきメモリアル』の「片桐彩子」。
特殊能力の「ときめきラブソング」は一時的に移動できなくなる代わりに能力発動中に接触したキャラクターに一定時間ボムキック・パンチ・パワーグローブを取得した状態になる「アクション強化」を付与する効果がある。
エビス丸ボンバー
Ver.2.1より追加。ゴエモン星でゴエモンボンバーの相棒として共に活躍している、自称・正義の忍者ボンバーマン。
シリアスな場面でも平然とボケるお調子者だが、不思議と憎めない魅力の持ち主。
モチーフはコナミのゲームシリーズ「がんばれゴエモンシリーズ」の「エビス丸」。
特殊能力の「奇天烈一文字」は持っているボムを前方と後方に置けるだけ斜め一直線に置く事が出来る。
エグゼビア・ウッズボンバー
声 - エグゼビア・ウッズ
Ver.2.1より追加。US星出身のボンバーマンレスラー。プロレスラーであると同時に、リング外ではゲーマーとしても有名。
モチーフは実在のプロレスラー「エグゼビア・ウッズ」。声もウッズ本人が担当している。
特殊能力の「エグゼビアスペシャル」は日ノ本零子ボンバーのガッツシールドと同じ効果。
アルカードボンバー
Ver.2.2より追加。ドラキュラボンバーと心優しい母との間に誕生した半吸血鬼ボンバーマン。
ドラキュラ星を恐怖で支配しようとするドラキュラボンバーに反抗し、彼の野望を阻止するべく戦いに挑む。
モチーフはコナミのゲーム作品『悪魔城ドラキュラX 月下の夜想曲』の主人公「アルカード」。
特殊能力の「ミスト」は一定時間ボムをすり抜けつつ、爆風を回避できる状態になる。
ミミボンバー
Ver.2.2より追加。ポップン星で歌を歌っているウサギの女の子ボンバーマン。
おしゃべりが大好きで、ニャミボンバーとはいつまでもしゃべっていられる。
モチーフはコナミのゲームシリーズ「Pop'n music」の「ミミ」。
特殊能力の「テンポアップ」は一時的に移動できなくなる代わりに能力発動中に接触したキャラクターに一定時間設置したボムの爆発時間を短縮する効果を付与する事ができる。
ニャミボンバー
Ver.2.2より追加。ポップン星で歌を歌っているネコの女の子ボンバーマン。
親友のミミボンバーと共にポッパーズとしてアイドル活動している。
モチーフはコナミのゲームシリーズ「Pop'n music」の「ニャミ」。
特殊能力の「テンポダウン」は一時的に移動できなくなる代わりに能力発動中に接触したキャラクターに一定時間設置したボムの爆発時間を延長する効果を付与する事ができる。
ウパボンバー
Ver.2.2より追加。バイオミラクル星・ルクアーヨ王国の王子にして、生後わずか1か月でハイハイができるようになった赤ちゃんボンバーマン。
魔獣ザイーにさらわれた赤ちゃんたちを救うため、冒険に乗り出した。
モチーフはコナミのゲーム作品『バイオミラクル ぼくってウパ』の「ウパ」。
特殊能力の「バイオミラクル」は足元に赤・黄色・青の順に色が変わる光を纏い、能力発動中に接触したキャラクターは一定時間ボム・火力・スピードのいずれかの能力が4段階強化された状態になる。

#### 特殊な追加キャラクター
ゴールデンビックバイパーボンバー
PS4/XBOne/Steam版の予約特典として入手可能。金色のビックバイパーボンバー。
性能はビックバイパーボンバーと同一。
タコボンバー
Switch版のみ登場。グラディウス星の兄弟星・パロディウス星出身の頭足類ボンバーマン。
職業は「夢と希望のプログラマー」で、宇宙を旅しながら色々な星の人々に夢を与えている。
モチーフはコナミのゲーム作品『パロディウス 〜タコは地球を救う〜』の「タコ」。
特殊能力の「スピードアップ」はビックバイパーボンバーのスピードアップと同じ効果。
マックス
Ver.2.1より追加。Switch版のみ登場。宇宙の平和を守るために活動している仮面の戦士。
専用宇宙船「マックススピーダー」で宇宙を駆け、電気の力を宿した爆弾で敵を討つ。
モチーフは「ボンバーマンシリーズ」の「MAX」。
従来のイラストを基にデザインされているが、全体的に簡略化されており、ボンボリが付けられている。また、声優も『ボンバーマンジェネレーション』でMAXを担当した成田剣とは異なり、ボイスエフェクトが掛かった声となっている。
特殊能力の「プラズマボム」はプラズマボンバーのプラズマボムと同じ効果。
シーザーボンバー
Ver.2.2より追加。Switch版のみ登場。スターソルジャー星の戦闘機ボンバーマン。
宇宙の平和を乱すブレイン軍打倒のため、惑星連合軍に選出された精鋭中の精鋭。
モチーフはハドソンのゲーム作品『スターソルジャー』の最新小型戦闘機「シーザー」。
頭の部分は機体になっているが、身体に関してはスターソルジャーのパッケージに描かれていた人物（キャラクター）の身体を参考にデザインされている。
特殊能力の「スピードスター」はビックバイパーボンバーのスピードアップと同じ効果。
ラチェット&クランクボンバー
声 - 日：津村まこと（ラチェット）、不明（クランク）/英：ジェームズ・アーノルド・テイラー（ラチェット）、デビッド・ケイ（クランク）
PS4版のみ登場。惑星ベルディンに住むヒーローボンバーマン。背中には相棒のクランクがくっついている。
モチーフはソニー・インタラクティブエンタテインメント（以下SIE）のゲームシリーズ「ラチェット&クランク」の「ラチェットとクランク」。
特殊能力の「ラチェットブラスター」はビルボンバーの魂斗羅ショットと同じ効果。
ピポサルボンバー
PS4版のみ登場。ハカセの発明した知能を向上させるヘルメット「ピポヘル」をかぶり、頭のよくなったサル。
バナナとイタズラが大好きで、よく人間たちを困らせる。
モチーフはSIEのゲームシリーズ「サルゲッチュシリーズ」の「ピポサル」。
特殊能力の「サルマネ」はオプションボンバーのトレースと同じ効果。
トロ
PS4版のみ登場。さびしがりやで甘えん坊。とても純粋で無邪気なネコ。
将来の夢は人間になることで、言葉を覚えれば人間になれると信じている。
モチーフはSIEのゲームシリーズ「どこでもいっしょ」の「井上トロ」。
特殊能力の「コピーキャット」はオプションボンバーのトレースと同じ効果。
マスターチーフボンバー
声 - 日：小山力也/英：スティーヴ・ダウンズ
XBOne版のみ登場。人類を異種族同盟「コヴナント」から守るUNSC特殊機甲部隊「SPARTAN-II」所属の兵士ボンバーマン。
最先端の戦闘服「ミョルニル・アーマー」に身を包み、あらゆる銃火器・装甲戦闘車両・航空機の操縦法に精通している。
モチーフはマイクロソフトのゲームシリーズ「HALOシリーズ」の「マスターチーフ」。
特殊能力の「スパルタンショット」はランスボンバーの魂斗羅バーストと同じ効果。
アービターボンバー
XBOne版のみ登場。ヘイロー星出身のコヴナントボンバー。
大司祭直属の兵士で、コヴナントが危機に瀕した時などにエリート族の中から一人選ばれる。
モチーフはマイクロソフトのゲームシリーズ「HALOシリーズ」の「アービター」。
特殊能力の「調停」はビラミッドヘッドボンバーの裁きと同じ効果（相手がピラミッドヘッドボンバーかアービターボンバーだった場合、一撃で倒す能力が無効化される）。
グラントボンバー
XBOne版のみ登場。ヘイロー星出身の軍事集団「コヴナント」歩兵部隊の中核を担う種族。
元来協調性に欠けており、統率するリーダーが倒されてしまうとその傾向に拍車がかかる。
モチーフはマイクロソフトのゲームシリーズ「HALOシリーズ」の「グラント」。
特殊能力の「プラズマピストル」はビルボンバーの魂斗羅ショットと同じ効果。
P-bodyボンバー
Steam版のみ登場。ポータルの共同テストをこなすためだけに、管理AI「GLaDOS」によって構築されたアンドロイドデュオ。
背の高いコアのボディに細長い手足が装着されており、ポータルガンのペイントから、GLaDOSからは「オレンジ」と呼ばれている。
モチーフはValve Software開発のゲーム作品『Portal 2』の「P-body」。
特殊能力の「ポータル#1」はジェフティボンバーのゼロシフトαと同じ効果。
アトラスボンバー
Steam版のみ登場。ポータルの共同テストをこなすためだけに、管理AI「GLaDOS」によって構築されたアンドロイドデュオ。
丸いコアのようなボディに細長い手足が装着されており、ポータルガンのペイントから、GLaDOSからは「ブルー」と呼ばれている。
モチーフはValve Software開発のゲーム作品『Portal 2』の「ATLAS」。
特殊能力の「ポータル#0」はアヌビスボンバーのゼロシフトβと同じ効果。

## 主題歌
エンディングテーマ「HERO」
日本語作詞 - RUCCA / 作曲 - 岩橋星実 / 日本語歌 - プリティーボンバー（原田ひとみ） / 英語作詞&英語歌 - Aimee Blackschleger

## スーパーボンバーマン R オンライン
本作のキャラクターや世界観をベースとしたゲームソフト。オンラインで64人同時プレイが可能なモードも存在する。

## スーパーボンバーマン R 2
『スーパーボンバーマン R 2』（Super Bomberman R 2）は、コナミデジタルエンタテインメントより2023年9月14日発売のゲームソフト。
PlayStation 4、PlayStation 5、Xbox Series X/S、Xbox One、Steam、Nintendo Switch版が発売された。
本作の続編。

## 関連作品
- ボンバーマン・ザ・メダル[18] - 本作のキャラクターや世界観をベースとした、8人同時プレイ可能なメダルゲーム。